# Інджо (ван Чосону)
Інджо (кор. 인조, 仁祖, Injo, Injo); ім'я при народженні Лі Чон (кор. 이종, 李倧, I Jong, I Chong; 7 грудня 1595 — 17 червня 1649) — корейський правитель, шістнадцятий володар держави Чосон.

## Біографія
Був племінником вана Кванхегуна. Після повалення останнього зайняв трон за підтримки «західної партії». Після приходу до влади перед ним постали ті ж проблеми, що й перед його попередником. Інджо спробував знизити концентрацію влади в руках одного угруповання. Задля цього він призначав на державні посади представників інших кланів та угруповань. 1624 року прибічника Інджо Лі Гваля було призначено на пост губернатора північної провінції Пхеньян, і той, невдоволений таким рішенням, підбурив заколот.
Інджо переформатував зовнішню політику й виступав за підтримку імперії Мін в її боротьбі проти маньчжурів. 1623 року він припинив зв'язки з державою Пізня Цзінь. 1625 року тамтешній новий правитель Хуан Тайцзі вирішив іти в похід на Чосон. 1627 року маньчжури вдерлись до Кореї, почалась перша маньчжурсько-корейська війна. Після тривалого спротиву Чосон зазнала поразки, й Інджо уклав з маньчжурами мирну угоду, зобов'язавшись сплачувати маньчжурам данину. Впродовж наступних дев'яти років між Чосоном і маньчжурами не було бойових сутичок.
1636 року Хуан Тайцзі проголосив нову державу — Цін і зійшов на трон з титулом імператора. На його коронацію запросили посланців з Кореї. Втім Інджо не відрядив своє посольство до Цін. Посол Чосону в Пізній Цзінь Но Докхон, який був присутній на коронації Хуана Тайцзі, відмовився виконати ритуал посланця країни-васала. Після того імператор зажадав від Кореї визнання Цін своїм сюзереном та відправити корейського принца для принесення офіційних вибачень. Однак Інджо та його двір не дослухались до вимог імператора.
Того ж року маньчжури почали похід проти Кореї, розпочалась друга маньчжурсько-корейська війна. Після тривалого спротиву Корея програла війну й за договором 1637 року визнала васалітет імперії Цін та зобов'язалась сплачувати данину. До цінської столиці вирушив спадковий принц.
Інджо, попри нестабільність в країні, також підтримував дипломатичні відносини з Японією.
Помер ван Інджо 1649 року, після чого трон зайняв його син Хьоджон.